# Booster rakietowy

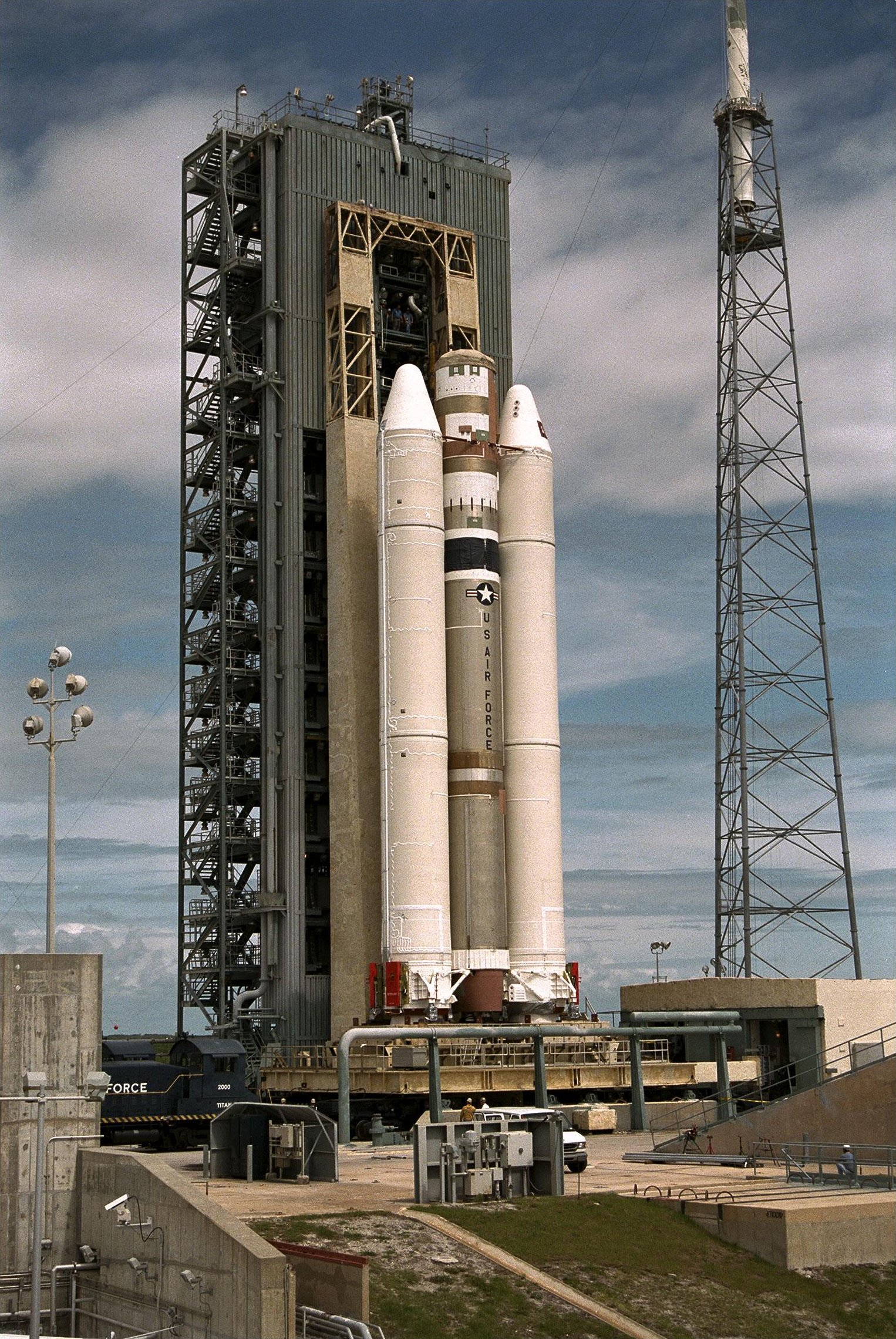
rakieta Titan IV-B z dwoma boosterami Solid Rocket Motor Upgrade

Booster rakietowy – rakieta (lub silnik rakietowy) używana w pierwszym stopniu wielostopniowej rakiety nośnej w celu zwiększenia ciągu startowego i ładowności rakiety nośnej. Po wyczerpaniu paliwa w boosterze dochodzi do oddzielenia się boostera od reszty rakiety nośnej, która kontynuuje lot z silnikami rdzenia lub górnego stopnia. Booster może zostać odzyskany, odnowiony i ponownie wykorzystany tak jak to było w przypadku boosterów SRB wykorzystanych w wahadłowcach kosmicznych.

## Silniki wspomagające
Rakieta SM-65 Atlas wykorzystywała trzy silniki, z których jeden był przymocowany do zbiornika paliwa, a dwa były zamontowane po bokach, ponieważ we wczesnych latach 50 istniał problem związany z niezawodnością zapłonu silników rakietowych napędzanych na paliwo ciekłe, których niezawodność wynosiła mniej niż 50 procent. Dlatego też takie rozwiązanie pozwoliło na pewne potwierdzenie, że wszystkie silniki działają prawidłowo przed faktycznym lotem rakiety. Rakieta ta była wykorzystywana jako międzykontynentalny pocisk balistyczny, do wyniesienia na orbitę załogowej kapsuły z Programu Mercury oraz jako pierwszy stopień rakiet nośnych Atlas-Agena i Atlas-Centaur.

## Możliwość odzysku
Boostery wahadłowca kosmicznego były w całości odzyskiwane i odnawiane w celu ponownego wykorzystania w latach 1981-2011 w ramach programu kosmicznych wahadłowców zarządzanego przez NASA, co umożliwiło sprawdzenie boosterów po locie, identyfikację ewentualnych anomalii i stopniowe udoskonalanie całego projektu kosmicznego wahadłowca.
W ramach nowego programu rozwojowego SpaceX zainicjowanego w 2011 r. SpaceX opracowała pierwsze stopnie rakiety Falcon 9, które są wielokrotnego użytku. Po separacji z drugim stopniem Falcona 9 pierwszy stopień powraca na miejsce startu lub leci na bezzałogową barkę i ląduje pionowo przy wykorzystaniu swoich silników. Tuż po wylądowaniu boostera na lądzie albo na bezzałogowej barce, zostaje on odnowiony oraz ponownie wykorzystany podczas kolejnego lotu.